# LIME LIFE
LIME LIFE（ライム ライフ）とは、2010年3月3日発表のi-nosの3rdアルバム。レコードレーベルは発売元BLUE MUSIC ENTERTAINMENT/ 販売元ポニーキャニオン。

## 解説
アルバムタイトル「LIME LIFE」は、いままでのアルバムタイトルに使用してきた‘LIFE’に若干のスパイスを効かせようと、（カクテルのように）フルーツのライムをLIFEに垂らした意味が込められており、i-nosのカラーである白（のパレット）にライム色を垂らしたような滲んだ背景、綾の目には輪切りのライムがうっすら乗ったジャケットデザインになっている。

## 収録曲
01. the curtain rise　　作詞・作曲・編曲：hotta
「夢の入り口」「みたことのない世界へ」「永遠が始まる」、新世界へ向かうことを指し、オープニング性を強調している。アルバムの1曲目やライブのオープニングを意識して制作されたが、オープニングでは演奏されていない。「一瞬の永遠」という時間の中で、生きてきた証を残していきたいという楽曲。
02. go away　　作詞・作曲・編曲：hotta
湖に浮かんでのんびりしている鴨を見ながら描かれた楽曲。鴨のそんな姿を見てうらやましくなったという。現実から「逃げ出そう」という楽曲ではあるが、逃げ出した先にも苦悩は待っているという意味もあり、「Go Away」という掛け声が、後半「Go Way」になっている。どの路も向かっていくしかないんだという切なさを面白く表現したと語られている。
03. paranoia　　作詞・作曲・編曲：hotta
この楽曲で言っているparanoiaは偏執的恋愛妄想。失いかけた恋を取り戻す想いが、女性としての武器を最大限に利用しようと妄想の中で戦っている。曲中の「ライムをかじるこのクチもと」という部分は、元々ライムではなく‘リンゴ’だったが、アルバムタイトルに因んでライムに変更、一層この楽曲の偏執性が増された。
04. michinori　　作詞・作曲・編曲：hotta
人々にはそれぞれの思想があり、その考え方に同調してもらえることは嬉しいことである。しかしうまくいくことなど少なく、人は常に何かを我慢しながら生きている。それは歩むこの先に希望があることを信じているから。人を愛することも同じ。幸せを目指してみちのりを歩いていくという楽曲。
05. hadaka no kokoro　　作詞・作曲・編曲：hotta
好きなひととの恋愛を保つために、心や身体にドレスを着せることもある。しかし、「飾らない純粋な自分を愛してほしい」という楽曲。
06. meaning　　作詞・作曲・編曲：hotta
自分の存在している意味、存在していく意味。誰かの心に届くものをつくりたい、残したい。その力を試したい。そんな目指している何かが実現できた時、大切なひとや信じるひとと心から微笑い合えたら。小さなささいなことでも、そのひとの笑顔がみたくてみんな何かをがんばっているのではないかという楽曲。
07. world goes round [lime life style]　　作詞・作曲・編曲：hotta
自転車ロードレースのプロチーム‘宇都宮ブリッツェン’の公式応援ソング。このアルバムのために新テイクで収録された。‘走る’ことを強調したi-nosロック。走る（立ち向かう）ことで夢は掴めるんだという楽曲。
08. chese to the wind [lime life style]　　作詞・作曲・編曲：hotta
多摩川河川敷で完成した楽曲だという。自転車が走り抜けていく様と、高速で低空を飛んでいた鳥のイメージを重ね、向かう先の困難を乗り越えて走り抜こうという楽曲。新テイクにより、さらに躍動感を増している。
09. bell mall theme -幸せ カリヨンの街-　　作詞：長久保かおり/ 作曲・編曲：hotta
宇都宮にある大型ショッピングモール‘ベルモール’のテーマソング。開業5周年のベルモールとラジオ局のエフエム栃木（RADIO BERRY）のコラボレーション企画として一般より公募した歌詞に、hottaが作曲・編曲を担当、綾が歌唱を担当する形で実現、多数の要望によりこのアルバムへの収録となった。
10. open the life [lime life style]　　作詞・作曲・編曲：hotta
伝えたい気持ちを届けたいという強い想いから生まれた楽曲。辿った過去、生きてきた日々を胸に、その先の路を切り開くためのエール。この楽曲はi-nosの要の存在だと語られている。‘HOTEL BESTLAND’のCMソングとなり、新テイクで収録。
11. michinori　　作詞・作曲・編曲：hotta
非公開ボーナス・トラック。04. michinori のアンプラグド風ミックス。
※楽曲解説はhottaの公式ブログから抜粋、曲目はCD版を参照した。

## その他
- 11曲目にはボーナス・トラックとして、4曲目の‘michinori’がアンプラグド風ミックスで収録されている。
- 7曲目と8曲目はシングルで先に発表された自転車ロードレースのプロチーム‘宇都宮ブリッツェン’の公式応援ソング。このアルバムのために新テイクで収録された。
- 9曲目は栃木県宇都宮市にある大型ショッピングモール‘ベルモール’のテーマソングで、開業5周年のベルモールとラジオ局のエフエム栃木（RADIO BERRY）のコラボレーション企画として一般より公募した歌詞に、hottaが作曲とアレンジ（サウンド全般）を担当、綾が歌唱を担当する形で実現、多数の要望によりこのアルバムへの収録となった。
- 10曲目は2ndアルバムに収録されていたアルバムタイトル曲であるが、‘HOTEL BESTLAND’のCMソングとなり、新テイクで収録された。